# Dinocheirus bulbipalpis
Dinocheirus bulbipalpis är en spindeldjursart som först beskrevs av Vladimir V. Redikorzev 1949.  Dinocheirus bulbipalpis ingår i släktet Dinocheirus och familjen blindklokrypare. Inga underarter finns listade i Catalogue of Life.